# Vandalščina
Vandalščina je bil germanski jezik, ki so ga govorili Vandali približno v 3. do 6. stoletju. Vandalščina je bila verjetno tesno povezan z gotščino in se kot taka tradicionalno uvršča med vzhodnogermanske jezike.:9 Jezik je potrjen samo na nekaj fragmentih, predvsem zaradi nenehnih selitev Vandalov in poznega prevzema pisave.  

## Razvrstitev
Vandalščino se tradicionalno uvršča med vzhodnogermanske jezike.:4 Razlogi za takšno razvrstitev so večinoma zgodovinski in ne lingvistični. Zaradi dojemanja vandalščine kot vzhodnogermanskega jezika, se rekonstrukcija imen, zapisanih v grških in rimskih virih, opira na gotske oblike. Tako je težko oceniti, kako tesno je vandalščina povezana z gotščino.
Teoretizira se od tega, da sta gotščina in vandalščina skupaj z burgundščino tvorili narečni kontinuum, in tega, da je bil jezik Vandalov dejansko gotščina, do tega, da sta bila različna jezika, ki sta se zgodaj ločila, ne da bi imela vmesnega vzhodnogermanskega prednika.

## Zgodovina
Goti so po svoji mitologiji izvirali iz Skandinavije, zato se razpravlja, ali so od tam izvirali tudi Vandali. Jezikovni dokazi ne kažejo kakšne posebne povezave med severnogermanščino in gotščino ali vandalščino. Kljub temu je možno, da so se tako Goti kot Vandali selili iz Skandinavije proti jugu, kjer sta se njuna jezika začela oddaljevati od protogermanskega.
Jezikovna domovina vandalščine leži verjetno južno od Baltskega morja. V 5. stoletju so prečkali Ren in se skupaj s Hasdingi in Silingi uveljavili v Galeciji (Galicija in severna Portugalska) in v južni Španiji. Okoli leta 410 so sledili drugim germanskim in negermanskim ljudstvom (Vizigoti, Alani in Svebi) in se v 430. letih preselili v severno Afriko. Vandalsko kraljestvo je cvetelo v zgodnjem 6. stoletju, po porazu leta 534 pa so prišli pod bizantinsko oblast.:1 Domneva se, da se je vandalski jezik govoril še v času bizantinskega osvajanja. Vandali so izginili verjetno pred koncem 6. stoletja.

## Potrditve
O vandalskem jeziku je znanega zelo malo. Izjeme so različne besedne zveze in manjše število osebnih imen vandalskega izvora, znanih predvsem iz dokumentov in kovancev.   Večino vandalskih imen so zapisali domači govorci latinščine ali Grki, ki so morda napačno razlagali foneme ali imena izenačili s tistimi, ki so običajna v njihovem maternem jeziku.
Regionalno ime Andaluzija naj bi tradicionalno izhajalo iz vandalščine, vendar je trditev sporna. Po omajadski osvojitvi Hispanije se je od 8. stoletja do konca 15. stoletja regija imenovala al-Andaluz.
V enem od napisov iz Vandalskega kraljestva je krščanska inkantacija "Kyrie eleison" navedena v vandalščini kot "Froia arme" ("Gospod, usmili se!"). Isti izraz se kot "Froia armes" pojavi tudi v Psevdo Avguštinovi Collatio Beati Augustini cum Pascentio ariano (Obed blaženega Avguština z arijskim pastirjem). Možno je, da je ta izraz v resnici gotski, saj so Vandali morda uporabljali gotščino kot liturgični jezik.
Epigram De conviviis barbaris (Barbarski banketi) v Latinski antologiji (Anthologia latina) severnoafriškega izvora in spornega datuma, vsebuje odlomek v germanskem jeziku, za katerega nekateri avtorji menijo, da je vandalski, čeprav naj bi bil fragment gotski. Jezikoslovci so v tem kontekstu poudarili,  da je Prokopij Gote, Vandale, Vizigote in Gepide imel za "gotske narode" in menil, da so "vsi arijanske vere in imajo en jezik, imenovan gotski". Fragment se glasi:
Inter "eils" Goticum "scapia matzia ia dreican!"
non audet quisquam dignos educere proti.
Calliope madido trepidat se iungere Baccho.
ne pedibus non stet ebria Musa suis.
Sredi gotskega "Pozdravljeni! Gremo jest in pit"
si nihče ne upa povedati spodobnih verzov.
Kaliopa hiti, da bi odšla od mokrega Dioniza.
Pijana muza se morda ne bo postavila na noge.
Drugi ohranjeni vandalski besedi sta baudus, "gospodar" in Vandalirice, "kralj Vandalov".